# Palladium(II)oxide
Palladium(II)oxide is het oxide van palladium en heeft als brutoformule PdO. De stof komt voor als een groen-bruin kristallijn poeder, dat onoplosbaar is in water. Het wordt gebruikt bij katalytische hydrogenering.

## Synthese
Palladium(II)oxide kan bereid worden door metallisch palladium te laten reageren met zuurstofgas bij 350°C. Boven 900°C ontleedt de verbinding echter opnieuw in elementair palladium en zuurstofgas.
Palladium(II)oxide dat voor katalytische doeleinden moet worden gebruikt kan op 2 manieren worden bereid:
- Verhitting tot 600°C van een mengsel van palladium(II)chloride en kaliumnitraat (of natriumnitraat)
- Oplossen van metallisch palladium in koningswater bij 600°C, gevolgd door additie van natriumnitraat